# Шишкин, Роман Александрович
Рома́н Алекса́ндрович Ши́шкин (род. 27 января 1987, Воронеж) — российский футболист, крайний защитник и опорный полузащитник. Обладатель Кубка России 2014/15.

## Клубная карьера

### «Спартак»

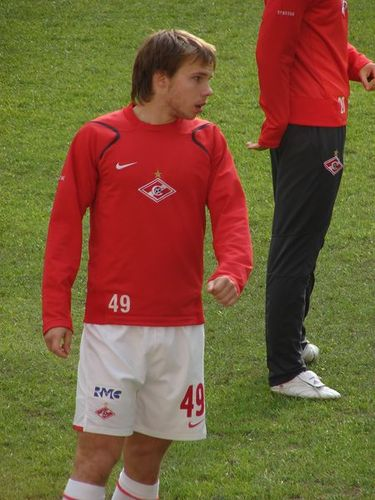
Роман Шишкин в 2007 году

Профессионально начал заниматься футболом в 15 лет в воронежском «Факеле». До этого тренировался в местной секции. В школу московского «Спартака» поступил со второго раза. На момент поступления являлся восьмиклассником. Дебютировал за «Спартак» 7 июля 2004 года в матче против «Кубани», когда Невио Скала стал привлекать в основной состав молодых игроков, однако после того, как в команду перешли Неманья Видич и Клементе Родригес, потерял место в основном составе. Эта игра осталась единственной для Шишкина в сезоне. Отыграв два сезона за дубль, принял решение об уходе из клуба, но Владимир Федотов, который был назначен спортивным директором клуба, уговорил его остаться. Вскоре Федотов стал главным тренером «Спартака» и ввёл Шишкина в основной состав — на правый край защиты, в то время как Радослав Ковач стал полузащитником, а Мартин Йиранек, бывший до этого правым защитником, занял место Ковача в центре обороны. Отыграв несколько матчей, Шишкин получил множество лестных отзывов, вследствие чего Гус Хиддинк пригласил его участвовать в тренировочном процессе национальной сборной. С приходом в «Спартак» ещё одного защитника, Антонио Жедера, Шишкин не потерял места в основе. 1 октября 2006 года забил свой первый гол за основной состав «Спартака» в матче против «Москвы» (3:3). 12 сентября 2006 года дебютировал в Лиге чемпионов, выйдя на замену вместо Йиранека в матче с мюнхенской «Баварией».

Закончился 2008-й, меня вызвали в клуб. Слышу от Карпина: «Ты даже в 18 не проходишь». Такого поворота никак не ожидал. Всё-таки спартаковский воспитанник, мечтал играть в этой команде. Я был готов пахать и не боялся конкуренции. Но мне было сказано — езжай в аренду, здесь ловить нечего.
Пришлось уехать в Самару. В следующем сезоне все сборы прошёл со «Спартаком». Выглядел неплохо, никаких претензий от тренеров. Тут «Амкар» зовёт в аренду, и Карпин снова возвращается к теме: «Лучше ехать. Ты же не хочешь на лавке сидеть?» Я понимал, что это будет очередная ссылка, из которой, при всём уважении к «Амкару», вернуться в футбольную элиту будет гораздо сложнее. Уходить не стал и правильно сделал — летом пригласили в «Локомотив».
Конфликтов у нас не было. Мне Карпин сказал, что считает Паршивлюка более сильным игроком. Хорошо, это право тренера. Но когда Паршивлюк сломался, в обороне выходил Саенко, который вообще не защитник. А я за первый круг ни в основе, ни в дубле не играл. Бывало, приезжаю в Тарасовку, мне говорят: «Сегодня работаешь отдельно от команды. С тренером по физподготовке Оскаром Гарсия».

### «Локомотив»
6 июля 2010 года перешёл в московский «Локомотив», подписав контракт до конца сезона с возможностью продления ещё на 3 года. Сумма трансфера составила 500 тысяч долларов. Уход из «Спартака», где Шишкин перестал попадать в состав, произошёл не по его инициативе. Первый матч за «Локомотив» в рамках чемпионата России провёл 7 августа 2010 года в Самаре против «Крыльев Советов» (0:0). Главный тренер «Локомотива» Юрий Сёмин остался удовлетворён игрой Шишкина: «На мой взгляд, он сыграл достаточно прилично, действовал уверенно». Почти ровно за год до этого матча, 9 августа 2009 года, Шишкин сыграл за «Крылья Советов» в домашнем матче чемпионата России против «Локомотива» и открыл счёт в матче, забив гол в свои ворота. Тот матч «Крылья» проиграли — 1:3. Позже Николай Наумов, президент «Локомотива» в 2007—2010 годах, в последние месяцы руководства которого «Локомотив» и приобрёл Шишкина, шутил на эту тему: «Он уже тогда выступал за нас».

### С 2016 года
В сезоне 2016/17 редко выходил на поле в первой части чемпионата, не имея поддержки Сёмина, и 28 января 2017 года перешёл в «Краснодар» на правах аренды до 30 июня 2017 года. 3 июля 2017 года разорвал контракт с «Локомотивом» и на правах свободного агента перешёл в «Краснодар», подписав трёхлетнее соглашение.
13 января 2019 года перешёл в «Крылья Советов» на правах аренды до конца сезона 2018/19.
Летом 2019 года подписал однолетний контракт с клубом ФНЛ «Торпедо» Москва. 17 февраля 2020 года расторг контракт по соглашению сторон.
19 февраля 2020 года по приглашению тренера «Спартака-2» Романа Пилипчука подписал контракт до конца сезона 2019/20, чтобы помочь клубу не вылететь из ФНЛ. 26 мая стало известно, что «Спартак» не будет продлевать контракт.
11 сентября 2020 года был заявлен за клуб ПФЛ «Знамя» Ногинск.
С 2022 года выступает в медиафутболе.

## Карьера в сборной
24 марта 2007 года дебютировал в составе сборной России в отборочном матче чемпионата Европы-2008 с командой Эстонии (2:0). В ноябре 2010 года попал в расширенный список кандидатов в сборную на матч с Бельгией, а потом был вызван в расположение сборной. Отыграл весь матч. В 2012 году попал в предварительный состав сборной на Евро-2012. Во время сборов у футболиста начались проблемы с желудком, вследствие чего 24 мая 2012 он покинул расположение сборной и был госпитализирован в гастроэнторологическое отделение одной из московских клиник. Шишкин пропустил чемпионат Европы. В октябре 2015 года был вызван в сборную для участия в отборочных матчах чемпионата Европы 2016 против сборных Молдовы и Черногории, но на поле не выходил.

## Достижения
Командные
«Спартак» (Москва)
- Серебряный призёр чемпионата России (2): 2006, 2007
- Финалист Суперкубка России: 2007

«Локомотив» (Москва)
- Бронзовый призёр чемпионата России: 2013/14
- Обладатель Кубка России: 2014/15
- Финалист Суперкубка России: 2015

Личные
- Лауреат премии «Первая пятёрка»: 2006
- В списке 33 лучших футболистов чемпионата России (3): 2006 (№ 3), 2011/12 (№ 3), 2013/14 (№ 2)

## Личная жизнь
Жена Арина. 15 ноября 2022 года родился сын Ярослав. От первого брака две дочери: Маргарита (родилась 19 марта 2012 года) и Марианна (родилась 21 января 2016 года).

## Статистика

### Клубная
| Выступление        | Выступление      | Выступление      | Чемпионат | Чемпионат | Кубки | Кубки | Еврокубки | Еврокубки | Итого | Итого |
| Клуб               | Лига             | Сезон            | Игры      | Голы      | Игры  | Голы  | Игры      | Голы      | Игры  | Голы  |
| ------------------ | ---------------- | ---------------- | --------- | --------- | ----- | ----- | --------- | --------- | ----- | ----- |
| Спартак            | Премьер-лига     | 2004             | 1         | 0         | 1     | 0     | 5         | 0         | 7     | 0     |
| Спартак            | Премьер-лига     | 2005             | 0         | 0         | 1     | 0     | 0         | 0         | 1     | 0     |
| Спартак            | Премьер-лига     | 2006             | 14        | 1         | 1     | 0     | 8         | 0         | 23    | 1     |
| Спартак            | Премьер-лига     | 2007             | 26        | 0         | 8     | 0     | 5         | 0         | 39    | 0     |
| Спартак            | Премьер-лига     | 2008             | 13        | 0         | 1     | 0     | 6         | 0         | 20    | 0     |
| Спартак            | Итого            | Итого            | 54        | 1         | 12    | 0     | 25        | 0         | 91    | 1     |
| → Крылья Советов   | Премьер-лига     | 2009             | 25        | 0         | 1     | 0     | 2         | 0         | 28    | 0     |
| → Крылья Советов   | Итого            | Итого            | 25        | 0         | 1     | 0     | 2         | 0         | 28    | 0     |
| Локомотив          | Премьер-лига     | 2010             | 15        | 0         | 0     | 0     | 2         | 0         | 17    | 0     |
| Локомотив          | Премьер-лига     | 2011/12          | 41        | 3         | 3     | 0     | 9         | 0         | 53    | 3     |
| Локомотив          | Премьер-лига     | 2012/13          | 20        | 0         | 1     | 0     | —         | —         | 21    | 0     |
| Локомотив          | Премьер-лига     | 2013/14          | 24        | 2         | 1     | 0     | —         | —         | 25    | 2     |
| Локомотив          | Премьер-лига     | 2014/15          | 23        | 0         | 4     | 0     | 2         | 0         | 29    | 0     |
| Локомотив          | Премьер-лига     | 2015/16          | 19        | 0         | 2     | 0     | 5         | 0         | 26    | 0     |
| Локомотив          | Премьер-лига     | 2016/17          | 11        | 0         | 1     | 0     | 0         | 0         | 12    | 0     |
| Локомотив          | Итого            | Итого            | 153       | 5         | 12    | 0     | 17        | 0         | 182   | 5     |
| Краснодар          | Премьер-лига     | → 2016/17        | 6         | 0         | 1     | 0     | 0         | 0         | 7     | 0     |
| Краснодар          | Премьер-лига     | 2017/18          | 20        | 0         | 0     | 0     | 2         | 0         | 22    | 0     |
| Краснодар          | Премьер-лига     | 2018/19          | 3         | 0         | 2     | 1     | 1         | 0         | 6     | 1     |
| Краснодар          | Итого            | Итого            | 29        | 0         | 3     | 1     | 3         | 0         | 35    | 1     |
| → Краснодар-2      | ФНЛ              | 2018/19          | 2         | 0         | —     | —     | —         | —         | 2     | 0     |
| → Краснодар-2      | Итого            | Итого            | 2         | 0         | —     | —     | —         | —         | 2     | 0     |
| → Крылья Советов   | Премьер-лига     | 2018/19          | 12        | 0         | 2     | 0     | —         | —         | 14    | 0     |
| → Крылья Советов   | Итого            | Итого            | 12        | 0         | 2     | 0     | —         | —         | 14    | 0     |
| Торпедо (Москва)   | ФНЛ              | 2019/20          | 18        | 1         | 3     | 0     | —         | —         | 21    | 1     |
| Торпедо (Москва)   | Итого            | Итого            | 18        | 1         | 3     | 0     | —         | —         | 21    | 1     |
| Спартак-2 (Москва) | ФНЛ              | 2019/20          | 2         | 0         | —     | —     | —         | —         | 2     | 0     |
| Спартак-2 (Москва) | Итого            | Итого            | 2         | 0         | —     | —     | —         | —         | 2     | 0     |
| Всего за карьеру   | Всего за карьеру | Всего за карьеру | 295       | 7         | 33    | 1     | 47        | 0         | 375   | 8     |

### В сборной
| №  | Дата            | Оппонент   | Счёт | Голы Шишкина | Соревнование            |
| 1  | 24 марта 2007   | Эстония    | 2:0  | -            | Отборочные игры ЧЕ-2008 |
| 2  | 17 ноября 2010  | Бельгия    | 0:2  | -            | Товарищеский матч       |
| 3  | 9 февраля 2011  | Иран       | 0:1  | -            | Товарищеский матч       |
| 4  | 26 марта 2011   | Армения    | 0:0  | -            | Отборочные игры ЧЕ-2012 |
| 5  | 7 июня 2011     | Камерун    | 0:0  | -            | Товарищеский матч       |
| 6  | 10 августа 2011 | Сербия     | 1:0  | -            | Товарищеский матч       |
| 7  | 11 октября 2011 | Андорра    | 6:0  | -            | Отборочные игры ЧЕ-2012 |
| 8  | 11 ноября 2011  | Греция     | 1:1  | -            | Товарищеский матч       |
| 9  | 14 ноября 2015  | Португалия | 1:0  | -            | Товарищеский матч       |
| 10 | 17 ноября 2015  | Хорватия   | 1:3  | -            | Товарищеский матч       |
| 11 | 5 июня 2016     | Сербия     | 1:1  | -            | Товарищеский матч       |
| 12 | 6 сентября 2016 | Гана       | 1:0  | -            | Товарищеский матч       |
| 13 | 10 ноября 2016  | Катар      | 1:2  | -            | Товарищеский матч       |
| 14 | 5 июня 2017     | Венгрия    | 3:0  | -            | Товарищеский матч       |
| 15 | 9 июня 2017     | Чили       | 1:1  | -            | Товарищеский матч       |
| 16 | 21 июня 2017    | Португалия | 0:1  | -            | Кубок Конфедераций 2017 |

Итого: 16 матчей / 0 голов; 6 побед, 5 ничьих, 5 поражения.